# Николај Ђауров
Николај Ђауров (буг. Николай Гяуров; Велинград, 13. септембар 1929 — Модена, 2. јун 2004) био је бугарски оперски певач и један од најпознатијих оперских басова послератног периода тако да га многи критичари пореде са Фјодором Шаљапином, једним од највећих басова свих времена. Познат је по моћном, сигурном гласу, типичном белкантистичком вердијанском басу, савршене певачке технике. Био је ожењен италијанским сопраном Мирелом Френи, са којом је често наступао. Живели су у Модени, Италија.

## Биографија
Ђауров је рођен у планинском градићу Велинград у јужној Бугарској. Као дете, учио је да свира виолину, клавир и кларинет. Музичко школовање је започео 1949. на Музичкој академији у Софији, а у периоду 1950 — 1955. похађао је московски конзерваторијум.
Оперски деби имао је у Софији 1955. године као Дон Базилио у Росинијевом „Севиљском берберину”. У Италији је први пут наступио 1957. године у Болоњи, а први међународни успех имао је у миланској „Скали” 1960. године као Варлам у „Борису Годунову” Модеста Мусоргског.
У САД је први пут наступио у Чикагу 1963. у Гуноовом „Фаусту”, након чега је отпевао још дванаест различитих улога, међу којима су и насловне улоге у „Борису Годунову”, „Дон Кихоту” и „Мефистофелу”.
Током каријере отпевао је све велике оперске улоге за бас које су написали Ђузепе Верди, Ђакомо Пучини, Шарл Гуно, Ђоакино Росини, Гаетано Доницети, Винченцо Белини, Модест Петрович Мусоргски, Петар Иљич Чајковски и многи други. Поред живих наступа, снимио је и велики број плоча и CD-а са истакнутим певачима и диригентима друге половине XX века. Његов последњи наступ био је у фебруару 2004. у улози Дон Базилија са којом је и отпочео каријеру.